# Ježíšovo narození
Ježíšovo narození je doloženo v biblických evangeliích Lukáše a Matouše. Obě zprávy se shodují v tom, že se Ježíš narodil v judském Betlémě, že jeho matka Maria byla zasnoubena s mužem jménem Josef, který pocházel z rodu krále Davida a nebyl jeho biologickým otcem, a že jeho narození bylo způsobeno božím zásahem. Většina badatelů nepovažuje oba kanonické evangelijní příběhy o narození za historicky pravdivé, protože předkládají protichůdné výpovědi a neslučitelné genealogie. Tehdejší světské dějiny nejsou synchronizovány s vyprávěním o Ježíšově narození a raném dětství v obou evangeliích. Někteří považují otázku historicity za druhotnou vzhledem k tomu, že evangelia byla psána především jako teologické dokumenty, nikoliv jako chronologické časové osy. 
Narození Páně je základem křesťanského svátku Vánoc a hraje důležitou roli v křesťanském liturgickém roce. Mnoho křesťanů tradičně vystavuje malé jesličky s vyobrazením narození Páně ve svých domovech nebo mimo ně, případně se účastní živého betléma nebo vánočních představení zaměřených na biblický cyklus o narození Páně. V mnoha zemích kontinentální Evropy jsou v období Vánoc tradicí propracované betlémy se sochami v životní velikosti. 
Umělecké ztvárnění jesliček je pro křesťanské umělce důležitým námětem již od 4. století. Umělecká zobrazení betlémů od 13. století zdůrazňují Ježíšovu pokoru a prosazují jeho něžnější obraz, což je výrazná změna oproti ranému obrazu „Pána a Mistra“, která odráží změny v běžných přístupech křesťanské pastorace ve stejné době. 

## Evangelijní příběhy

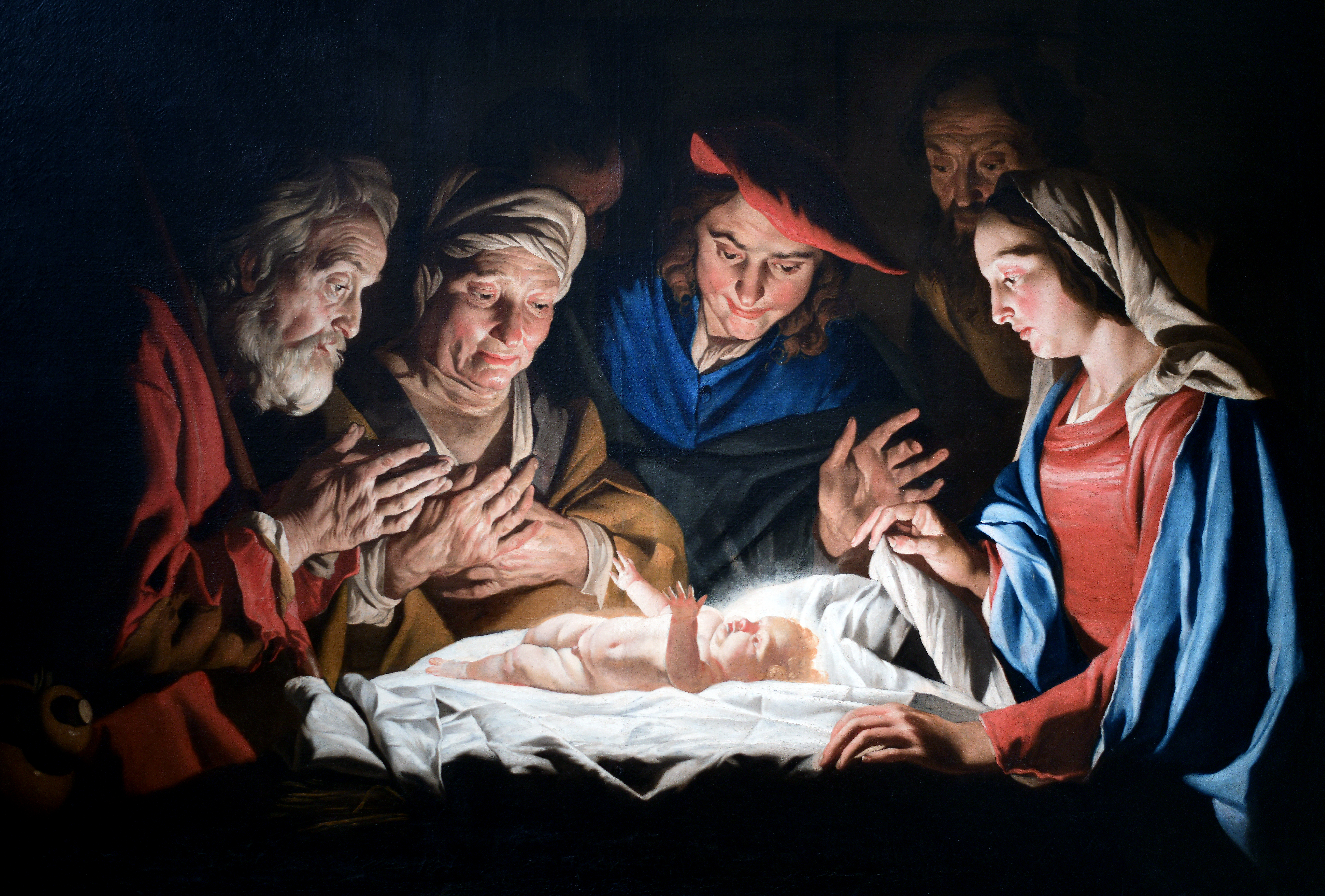
Klanění pastýřů, holandský malíř Matthias Stomer, 1632

Vyprávění o Ježíšově narození nabízejí pouze Matoušovo a Lukášovo evangelium. Obě se shodují v tom, že se Ježíš narodil v Betlémě za vlády krále Heroda, že jeho matka se jmenovala Maria a že její muž Josef pocházel z rodu krále Davida (i když se neshodují v detailech rodu), a obě popírají Josefovo biologické rodičovství, zatímco narození, respektive početí, považují za božské.
Kromě toho se shodují jen velmi málo. U Matouše dominuje Josef a u Lukáše Maria, i když domněnka, že jeden pochází od Josefa a druhý od Marie, není víc než zbožná dedukce. Matouš naznačuje, že Josef už měl svůj domov v Betlémě, zatímco Lukáš uvádí, že žil v Nazaretě. U Matouše mluví anděl k Josefovi, zatímco u Lukáše k Marii. Pouze Lukáš má příběhy o narození Jana Křtitele, Quiriniově sčítání lidu, klanění pastýřů a uvedení do chrámu osmého dne; pouze Matouš má mudrce, betlémskou hvězdu, Herodovy úklady, vraždění neviňátek a útěk do Egypta. Obě trasy jsou zcela odlišné. Podle Matouše Svatá rodina začíná v Betlémě, po narození se přesouvá do Egypta a usazuje se v Nazaretu, zatímco podle Lukáše začíná v Nazaretě, putuje do Betléma k narození a ihned se vrací do Nazareta. Obě vyprávění nelze sladit do jednoho souvislého vyprávění ani je vysledovat u stejného pramene Q, což vedlo badatele k jejich klasifikaci jako „zvláštní Matoušův“ (nebo prostě pramen M) a „zvláštní Lukášův“ (pramen L).
| Lukáš                                               | Matouš                                                      |
| --------------------------------------------------- | ----------------------------------------------------------- |
| Map of the Nativity narrative according to Luke     | Map of the Nativity narrative according to Matthew          |
| 1. Zvěstování Panny Marie v Nazaretu                | 1. Zvěstování svatému Josefovi                              |
| 2. Quiriniovo sčítání lidu (6–7 n. l.)              | –                                                           |
| 3. Josef a Marie putují z Nazareta do Betléma       | –                                                           |
| 4. Ježíšovo narození v Betlémě                      | 2. Ježíšovo narození v Betlémě                              |
| 5. Zvěstování pastýřům u stád                       | –                                                           |
| 6. Klanění pastýřů u Betléma                        | –                                                           |
| –                                                   | 3. Mudrci „následují hvězdu“ a navštíví Heroda v Jeruzalémě |
| –                                                   | 4. Klanění mudrců v Betlémě                                 |
| 7. Ježíš je uveden do jeruzalémského chrámu         | 5. Josef, Marie a Ježíš prchají před Herodem do Egypta      |
| –                                                   | 6. Vraždění neviňátek v Betlémě                             |
| –                                                   | 7. Herodova smrt (4 př. n. l.)                              |
| 8. Josef, Maria a Ježíš se vracejí domů do Nazareta | 8. Josef, Marie a Ježíš se vracejí z Egypta                 |
| –                                                   | 9. Josef, Marie a Ježíš se usazují v Nazaretě               |

## Matoušovo evangelium

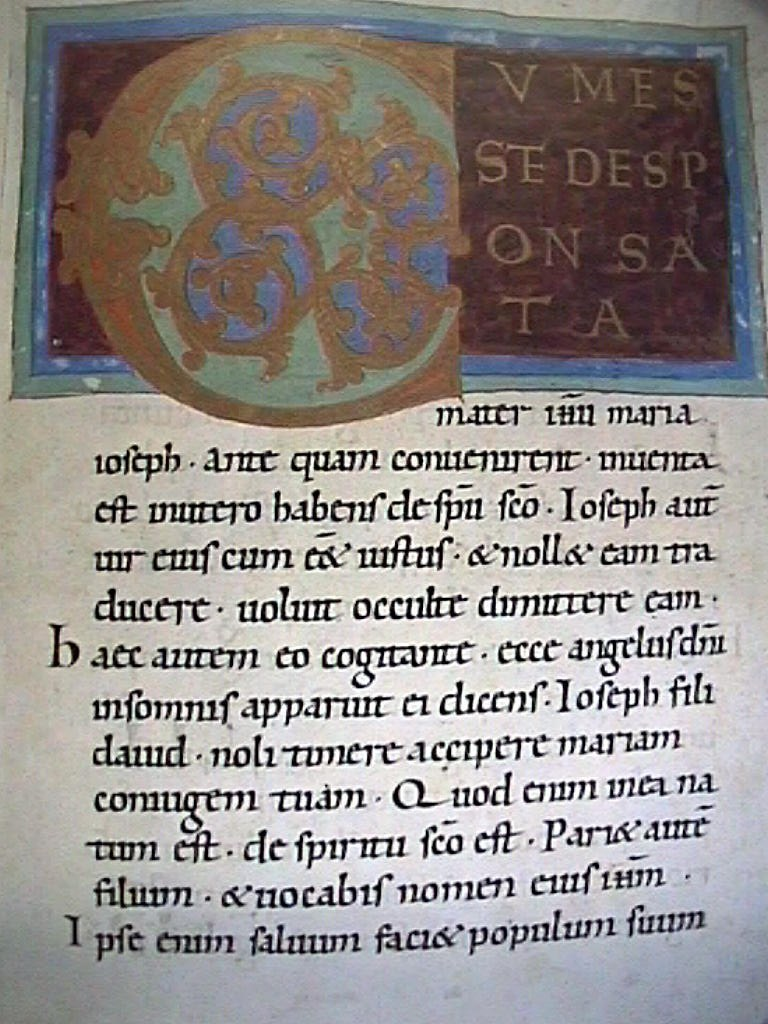
Stránka z Bamberské apokalypsy z 11. století obsahující verš

### Zvěstování Josefovi
Maria, Ježíšova matka, byla zasnoubena s Josefem, ale bylo zjištěno, že je těhotná z Ducha svatého. Josef se s ní chtěl v tichosti rozvést, ale anděl mu ve snu řekl, že si ji má vzít za ženu a dítě pojmenovat Ježíš, „protože on je ten, kdo zachrání svůj lid od hříchů“. Tím by se naplnilo proroctví, že panna porodí syna, který bude znám jako Immanuel, což znamená „Bůh je s námi“. Josef se probudil, vzal si Marii za manželku, neměl s ní pohlavní styk, a až porodila syna, a dal mu jméno Ježíš – Mt 1, 18–25 (Kral, ČEP).
Tyto verše představují problém, protože v předchozím Matoušově rodokmenu Ježíše se Josef ukazuje jako Davidův potomek (anděl ho oslovuje „synu Davidův“) a dědic judského království, ale Matouš – Mt 1, 16 (Kral, ČEP) ukazuje, že Ježíš není Josefovým synem, a Matouš si dává pozor, aby o něm takto nikdy nemluvil. Role Josefa při pojmenování dítěte naznačuje, že je právně adoptován, a stává se tak, stejně jako jeho nyní právoplatný otec, „synem Davidovým.“

### Klanění mudrců
Narození se odehrálo ve městě Betlémě v oblasti, kterou Římané nazývali Judea a Asyřané Palestina, v době krále Heroda (Heroda Velikého). Do Jeruzaléma přišli mudrci z Východu („mágové“) a ptali se, kde najdou narozené dítě, židovského krále, protože viděli jeho hvězdu při východu a chtěli mu vzdát hold. Když to Herodes a celý Jeruzalém uslyšeli, dostali strach, ale když se Herodes od velekněží a zákoníků dozvěděl, že se mesiáš podle proroctví narodí v Betlémě, poslal tam mágy s pokynem, aby se vrátili a oznámili mu, až ho najdou. Mudrci se v Betlémě poklonili dítěti a dali mu dary v podobě zlata, kadidla a myrhy, ale anděl je ve snu varoval, aby se k Herodovi nevraceli, a vrátili se domů jinou cestou.

### Vraždění neviňátek, útěk do Egypta a návrat do Izraele
Když se Herodes dozvěděl, že ho mudrci oklamali, rozzuřil se a nechal zabít všechny děti v Betlémě a okolí ve věku do dvou let (vraždění neviňátek). Tím se naplnil výrok proroka Jeremiáše: „V Rámě bylo slyšet hlas, nářek a hlasitý pláč, Ráchel oplakává své děti, nedá se utěšit, protože jich už není.“ Josefovi se však ve snu zjevil anděl a vybídl ho, aby vzal dítě i jeho matku a uprchl do Egypta, a Svatá rodina tam zůstala až do Herodovy smrti, aby se naplnila slova proroka: „Z Egypta jsem povolal svého syna.“ Po Herodově smrti se Josefovi ve snu zjevil anděl a řekl mu, aby se s dítětem a jeho matkou vrátil do Izraele, ale vládcem v Judsku byl nyní Herodův syn, a Josef po varování ve snu raději odešel do Galileje, kde se usadil v Nazaretu, „aby se naplnilo, co bylo řečeno skrze proroky: ,Bude nazýván Nazaretským.ʻ“
Autor Matoušova evangelia potřeboval v této kapitole prokázat, že „Ježíš Nazaretský“ se skutečně narodil v Betlémě, městě, kde se narodil David, neboť „syn Davidův“, který se tam narodí, bude „králem Židů“ (toto označení se u Matouše objevuje až po ukřižování). Herodův strach a návštěva mudrců podtrhují královské narození, stejně jako různé prorocké texty, které jsou v této kapitole citovány nebo na které se odkazuje.

## Lukášovo evangelium
Viz též: Navštívení Panny Marie

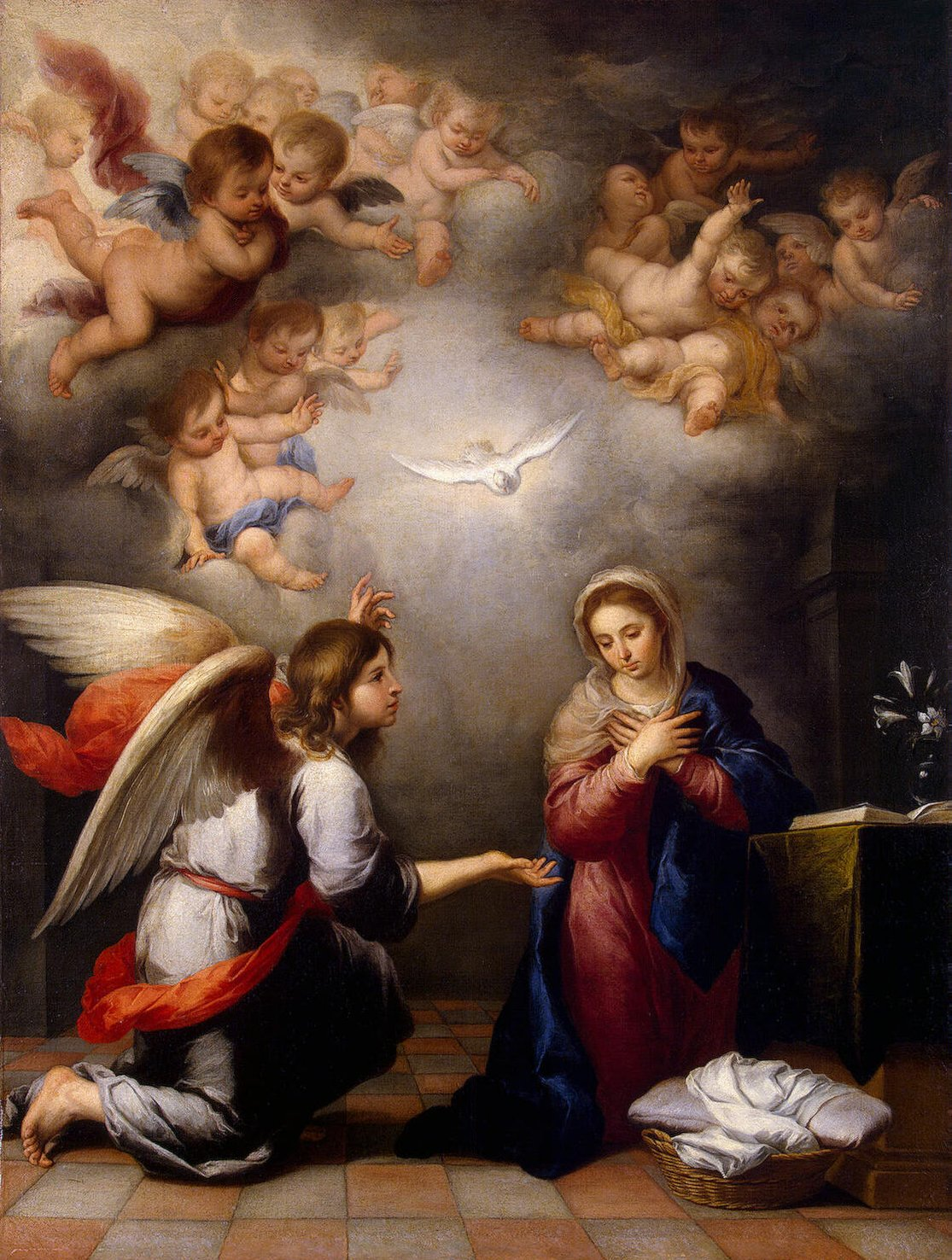
Zvěstování anděla Gabriela Panně Marii, Bartolomè Esteban Murillo, kolem 1660

V Lukášově evangeliu se píše, že v době, kdy byl judským králem Herodes, poslal Bůh anděla Gabriela do galilejského Nazareta, aby oznámil panně jménem Maria, která byla zasnoubena s mužem jménem Josef, že se jí narodí dítě. Anděl Gabriel jí oznámil, že mu má dát jméno Ježíš, protože bude Božím synem a bude navždy vládnout Izraeli. Když se přiblížil čas narození, nařídil císař Augustus sčítání římského obyvatelstva a Josef vzal Marii do Betléma, starobylého Davidova města, neboť pocházel z Davidova rodu. Ježíš se narodil v Betlémě; protože ve městě neměli kde bydlet, bylo dítě uloženo do jeslí, zatímco andělé oznamovali jeho narození skupině pastýřů, kteří se mu klaněli jako Mesiáši a Pánu.
V souladu s židovským zákonem uvedli rodiče Ježíše do jeruzalémského chrámu, kde dva lidé, Simeon a prorokyně Anna, děkovali Bohu, který seslal svou spásu. Josef a Maria se poté vrátili do Nazareta. 

## Datum a místo narození
Další informace: Datum Ježíšova narození

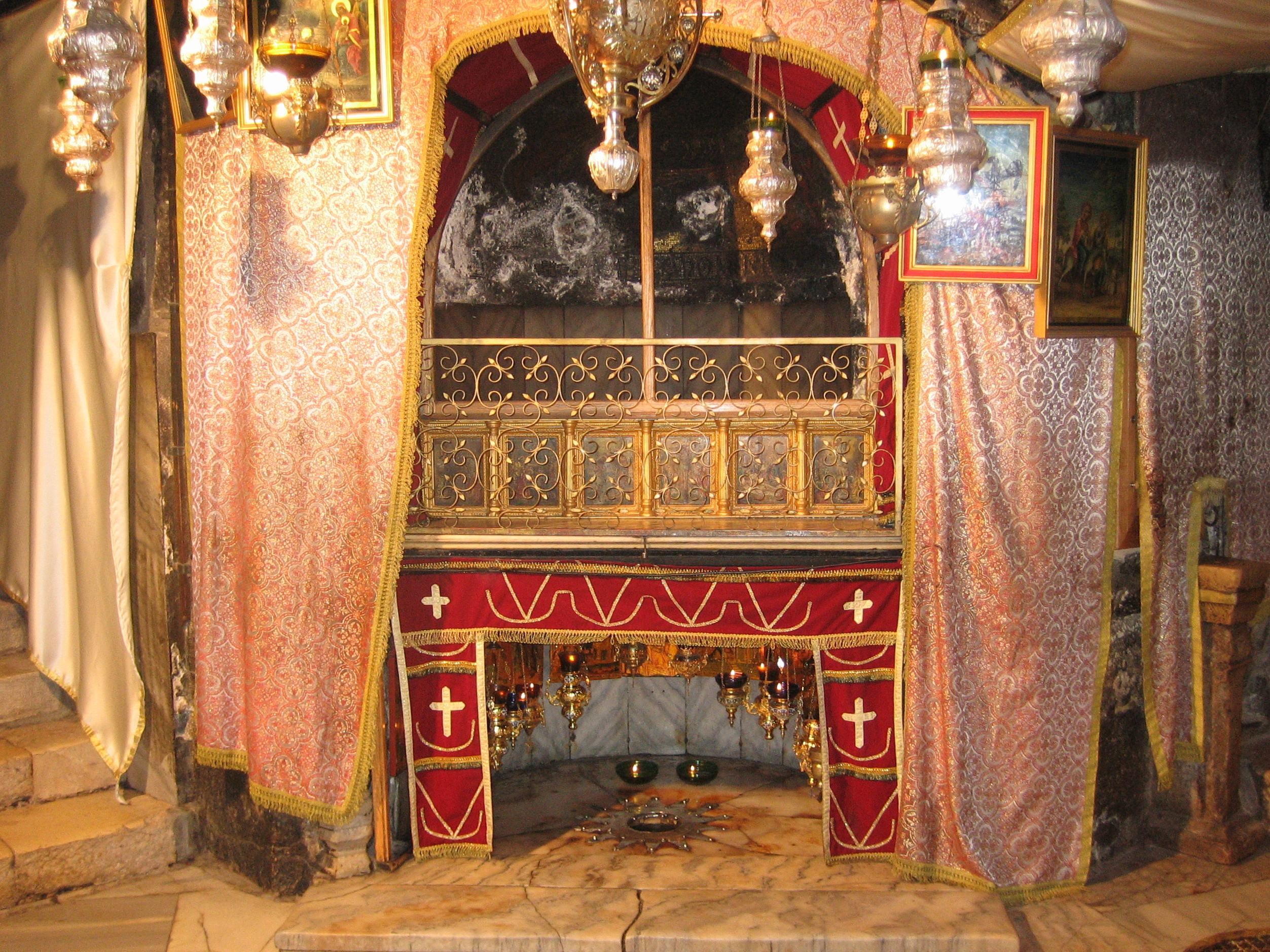
Oltář v chrámu Narození Páně v Betlémě

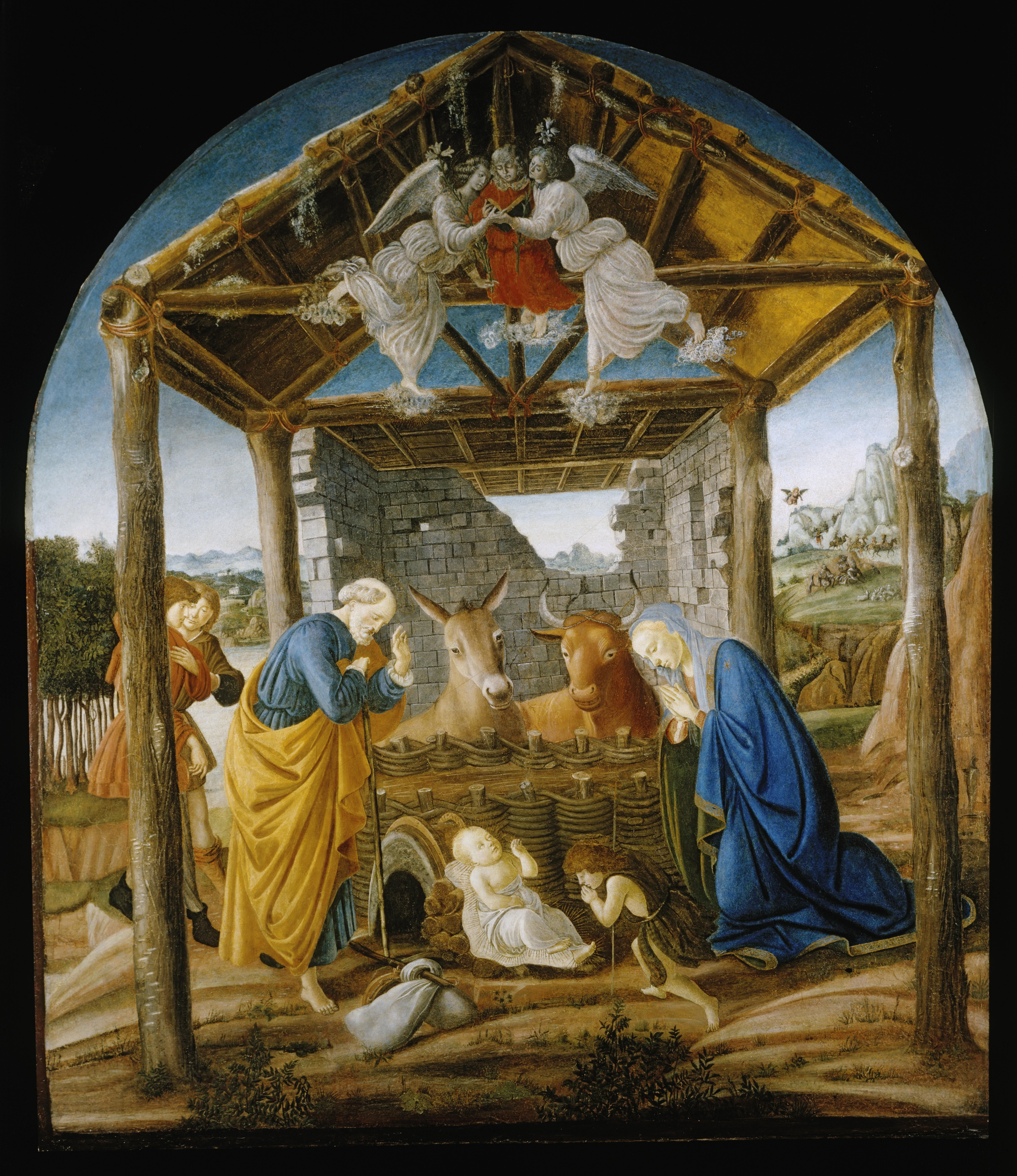
Narození Ježíše, Botticelli, asi 1473–1475

Matouš a Lukáš se shodují v tom, že se Ježíš narodil v Betlémě za vlády Heroda Velikého. U Lukáše je novorozeně položeno do jeslí (korýtka či žlabu), „protože v katalymě (zájezdním útulku) nebylo místo“. Katalyma může znamenat soukromý dům (to má mezi badateli malou podporu), nebo místnost v soukromém domě, nebo hostinec, ale nelze s jistotou říci, co je tím myšleno.
Ve 2. století Justin Mučedník uvedl, že se Ježíš narodil v jeskyni za městem, zatímco Jakubovo protoevangelium popisuje legendární narození v nedaleké jeskyni. V chrámu Narození Páně uvnitř města, který nechala postavit svatá Helena, se nachází jeskynní jesle, které jsou tradičně uctívány jako místo Ježíšova narození a které mohly být původně místem kultu boha Tammuze. Ve svém díle Contra Celsum (1.51) píše Origenes, který kolem roku 215 cestoval po Palestině, o „Ježíšových jeslích“.
Datum narození Ježíše Nazaretského není uvedeno v evangeliích ani v žádném světském textu, ale na základě Herodovy smrti by se datum nacházelo mezi roky 6 př. n. l. a 4 př. n. l. Historické důkazy jsou příliš nejednoznačné na to, aby bylo možné určit definitivní datum, ale data byla odhadnuta na základě známých historických událostí zmíněných ve vyprávěních o narození, zpětným postupem od odhadovaného začátku Ježíšova působení, nebo spojením údajných astrologických předzvěstí, o nichž se hovoří, se skutečnými historickými astronomickými konjunkcemi a jevy.

## Témata a analogie

### Tematická analýza

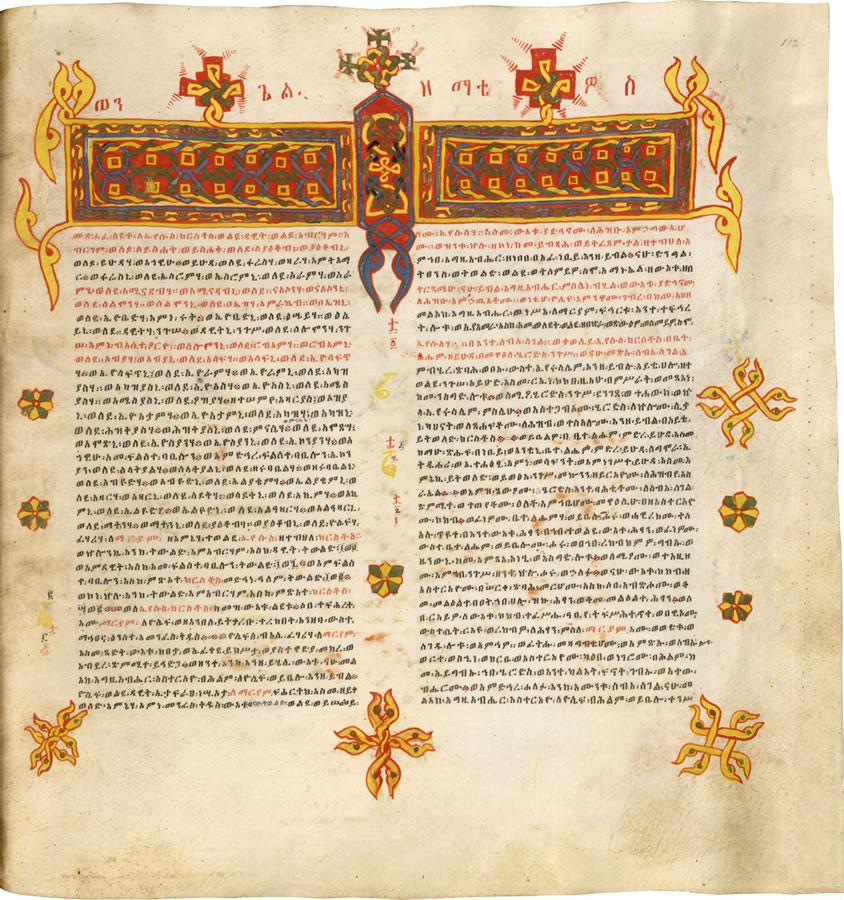
Matoušovo evangelium z etiopské bible, 1700

Helmut Koester píše, že zatímco Matoušovo vyprávění vzniklo v židovském prostředí, Lukášovo bylo vytvořeno tak, aby oslovilo řecko-římský svět. Zejména pastýři byli v Ježíšově době Židy vnímáni negativně, zatímco v řecko-římské kultuře byli považováni za „symboly zlatého věku, kdy bohové a lidé žili v míru a příroda byla v harmonii“. C. T. Ruddick Jr. píše, že Lukášovo vyprávění o narození Ježíše a Jana bylo modelováno na základě pasáží z knihy Genesis – Gn 27, 1–43 (Kral, ČEP). Bez ohledu na to Lukášovo narození líčí Ježíše jako spasitele všech lidí, sleduje jeho rodokmen až k Adamovi, což ukazuje jeho obyčejné lidství, a stejně tak i skromné okolnosti jeho narození. Lukáš, píšící pro nežidovské (pohanské) publikum, líčí novorozeného Ježíše jako spasitele pro pohany i Židy. Matouš používá citáty z židovských písem, scény připomínající Mojžíšův život a číselný vzorec v rodokmenu, aby Ježíše identifikoval jako syna Davidova, Abrahamova a Božího. Lukášova předmluva je mnohem delší a zdůrazňuje věk Ducha svatého a příchod spasitele pro všechny lidi, Židy i pohany.
Hlavní proud badatelů vykládá Matoušovo narození jako představení Ježíše coby nového Mojžíše s rodokmenem sahajícím až k Abrahamovi, zatímco Ulrich Luz považuje Matoušovo líčení Ježíše zároveň za nového Mojžíše a Mojžíšovu inverzi, nikoliv za pouhé převyprávění Mojžíšova příběhu. Luz také upozorňuje, že ve vyprávění o vraždění neviňátek je opět uveden citát o naplnění: „Ráchel (pramáti Izraele) oplakává své děti a nedá se utěšit, protože jich není“ – Mt 2, 18 (Kral, ČEP).
Učenci, kteří vykládají Matouše tak, že Ježíše staví do role druhého Mojžíše, tvrdí, že podobně jako Mojžíš je i malý Ježíš zachráněn před vražedným tyranem a prchá ze země svého narození, dokud jeho pronásledovatel nezemře a dokud se nebude moci bezpečně vrátit jako zachránce svého lidu. Podle tohoto názoru je Matoušovo vyprávění založeno na dřívějším příběhu, jehož vzorem je tradice o Mojžíšově narození. Mojžíšovo narození ohlašují faraónovi mágové; dítě je ohroženo a zachráněno; podobně jsou mužské izraelské děti usmrceny zlým králem.
Podle Ulricha Luze je začátek Matoušova vyprávění podobný dřívějším biblickým příběhům, např. zvěstování o Ježíšově narození – Mt 1, 18–25 (Kral, ČEP) připomíná biblická vyprávění o narození Izmaela – Gn 16, 11 (Kral, ČEP); Gn 17 (Kral, ČEP), Izáka – Gn 21, 1 (Kral, ČEP), Samsona – Sd 13, 3 (Kral, ČEP); Sd 13, 5 (Kral, ČEP) a připomíná hagadické tradice o narození Mojžíše. V Luzově pohledu se však obrysy jeví zčásti jako podivně překryté a převrácené: „Egypt, dříve země útlaku, se stává útočištěm a je to izraelský král, kdo nyní přebírá roli faraona. Matouš však nepřevypráví pouze Mojžíšův příběh. Naopak, Ježíšův příběh je skutečně příběhem novým: Ježíš je zároveň novým Mojžíšem a Mojžíšovým opakem“.

### Starozákonní paralely
Viz též: Nazaretský (název) a Nazaréni (sekta)

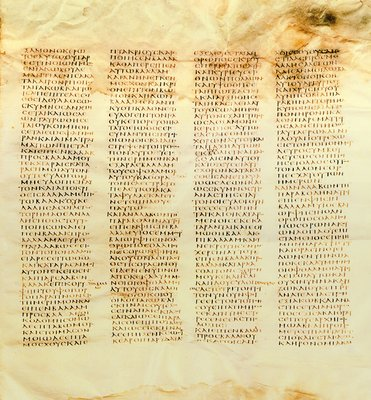
Stránka z Codexu Sinaiticu, 4. století

Učenci diskutovali o tom, zda Matouš – Mt 1, 22 (Kral, ČEP) a Matouš – Mt 2, 23 (Kral, ČEP) odkazují na konkrétní starozákonní pasáže. Dokumenty ze 4. století, jako například Codex Sinaiticus, proroka Izaiáše ve výroku v Mt 1, 22 (Kral, ČEP) nezmiňují: „To všechno se stalo, aby se splnilo, co řekl Hospodin ústy proroka“, ale některé Matoušovy opisy z 5.–6. století, jako například Codex Bezae, čtou „proroka Izaiáše“. Výrok v Mt 1, 23 (Kral, ČEP) „Hle, panna počne“ používá řecký výraz parthenos („panna“) jako v Septuagintě Izajáš, zatímco v knize Iz 7, 14 (Kral, ČEP) je použito hebrejské almah, což může znamenat „dívka“, „mladá žena“ nebo „panna“. Raymond E. Brown uvádí, že překladatelé Septuaginty ze 3. století př. n. l. mohli v tomto kontextu chápat hebrejské slovo almah ve významu „panna“.
Výrok v Matoušově evangeliu – Mt 2, 23 (Kral, ČEP), že „bude nazýván Nazaretský“, neuvádí konkrétní pasáž Starého zákona a existuje více odborných výkladů, na co se může vztahovat. Barbara Alandová a další badatelé považují řecké Ναζωραίος, Nazoréos použité pro ,Nazaretskýʻ za nejistou etymologii a význam, ale M. J. J. Menken uvádí, že jde o demonymum, které odkazuje na „obyvatele Nazaretu“. Menken také uvádí, že se může jednat o odkaz na Sd 13, 5 (Kral, ČEP) a Sd 13, 7 (Kral, ČEP). Gary Smith uvádí, že nazír může znamenat člověka zasvěceného Bohu, tj. asketu, nebo může odkazovat na Izajáše – Iz 11, 1 (Kral, ČEP). Oxfordský biblický komentář (The Oxford Bible Commentary) uvádí, že může jít o slovní hříčku na základě použití slova nazír, „Svatý Boží“, v Iz 4, 3 (Kral, ČEP), které mělo ztotožnit Ježíše s nazarény, židovskou sektou, která se od farizeů lišila pouze tím, že Ježíše považovala za Mesiáše. Švýcarský teolog Ulrich Luz, který lokalizuje Matoušovu komunitu do Sýrie, poznamenal, že syrští křesťané si také říkali nazaréni.

## Křesťanská teologie
Teologický význam Ježíšova narození byl klíčovým prvkem křesťanského učení od prvních církevních otců až po teology 20. století. Teologickými otázkami se zabýval již apoštol Pavel, ale nadále se o nich diskutovalo a nakonec vedly ke kristologickým i mariologickým rozdílům mezi křesťany, které v 5. století vyústily v rané rozkoly uvnitř církve.

### Zrození nového člověka

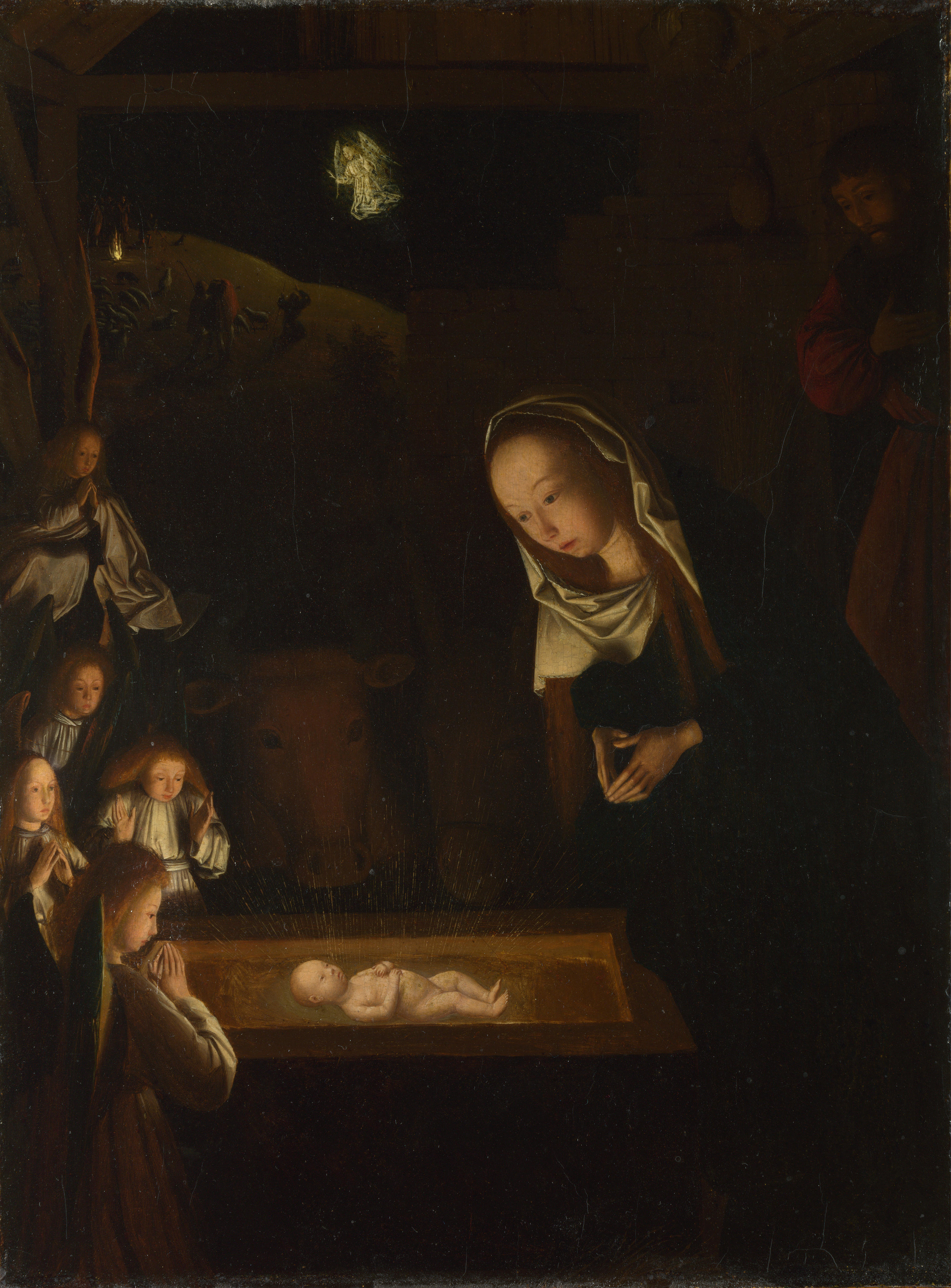
Noční narození Ježíše Krista, Geertgen tot Sint Jans (asi 1490)

On je obraz Boha neviditelného, prvorozený všeho stvoření, neboť v něm bylo stvořeno všechno na nebi i na zemi – svět viditelný i neviditelný.
— Kol 1, 15–16 (Kral, ČEP) považuje Ježíšovo narození za vzor pro celé stvoření.
Apoštol Pavel považoval Ježíšovo narození za událost kosmického významu, která přivedla na svět „nového člověka“, jenž napravil škody způsobené pádem prvního člověka, Adama. Stejně jako janovský pohled na Ježíše jako na vtělený Logos hlásá univerzální význam jeho narození, pavlovská perspektiva zdůrazňuje v Ježíšově narození zrození nového člověka a nového světa. Pavlův eschatologický pohled na Ježíše ho staví do protikladu k Adamovi jako nového člověka mravnosti a poslušnosti. Na rozdíl od Adama je nový člověk zrozený v Ježíši poslušný Bohu a nastoluje svět mravnosti a spásy.
V Pavlově pojetí je Adam představen jako první člověk a Ježíš jako druhý: Adam, který se svou neposlušností zkazil, nakazil i lidstvo a zanechal mu jako dědictví prokletí. Narození Ježíše naproti tomu vyvážilo Adamův pád, přineslo vykoupení a napravilo škody způsobené Adamem.
V patristické teologii poskytlo Pavlovo srovnání Ježíše jako nového člověka a Adama rámec pro diskusi o jedinečnosti Ježíšova narození a následných událostí jeho života. Ježíšovo narození tak začalo sloužit jako výchozí bod pro „kosmickou christologii“, v níž má Ježíšovo narození, život a vzkříšení univerzální důsledky. Koncept Ježíše jako „nového člověka“ se opakuje v cyklu Ježíšova narození a znovuzrození od jeho narození až po vzkříšení: po svém narození Ježíš svou mravností a poslušností Otci zahájil novou harmonii ve vztahu mezi Bohem Otcem a člověkem. Ježíšovo narození a zmrtvýchvstání tak dalo vzniknout původci a vzoru nového lidstva.
Církevní otec Irenej ve 2. století napsal: 
Když se vtělil a stal se člověkem, započal znovu dlouhou historii lidstva a dal nám ve zkratce a vyčerpávajícím způsobem spásu; abychom to, co jsme ztratili v Adamovi, totiž být podle obrazu a podoby Boží, získali zpět v Kristu Ježíši.
Irenej byl také jedním z prvních teologů, kteří použili analogii „druhého Adama a druhé Evy“. Navrhl Pannu Marii jako „druhou Evu“ a napsal, že Maria „rozvázala uzel hříchu spoutaný panenskou Evou“ a že stejně jako Eva svedla Adama k neposlušnosti vůči Bohu, tak i Maria nastoupila cestu poslušnosti pro druhého Adama (tj. Ježíše) od zvěstování až po Kalvárii, aby Ježíš mohl přinést spásu a napravit Adamovu škodu.
Ve 4. století se tato jedinečnost okolností spojených s Ježíšovým narozením a jejich propojení s tajemstvím vtělení stala ústředním prvkem teologie i hymnologie Efréma Syrského. Pro něj byla jedinečnost Ježíšova narození doplněna znamením majestátu Stvořitele prostřednictvím schopnosti mocného Boha vstoupit do světa jako malé novorozeně.
Ve středověku se na narození Ježíše jako druhého Adama začalo pohlížet v kontextu Felix culpa („šťastného pádu“) svatého Augustina a prolínalo se s lidovým učením o pádu z milosti Adama a Evy. Augustin si oblíbil výrok o Narození Páně od Řehoře z Nyssy a pětkrát jej citoval: „Uctívejte Narození Páně, skrze něž jste osvobozeni od pout pozemského narození.“ Rád také citoval: „Jako jsme v Adamovi všichni zemřeli, tak v Kristu všichni znovu ožijeme.“
Tato teologie přetrvala až do protestantské reformace a druhý Adam byl jedním ze šesti způsobů vykoupení, o nichž hovořil Jan Kalvín. Ve 20. století pokračoval ve stejné linii uvažování přední teolog Karl Barth, který považoval Ježíšovo narození za narození nového člověka, který nastoupil po Adamovi. V Barthově teologii Ježíš na rozdíl od Adama jednal jako poslušný Syn, který plní Boží vůli, a proto je svobodný od hříchu, a může tedy zjevit spravedlnost Boha Otce a přinést spásu.

### Christologie

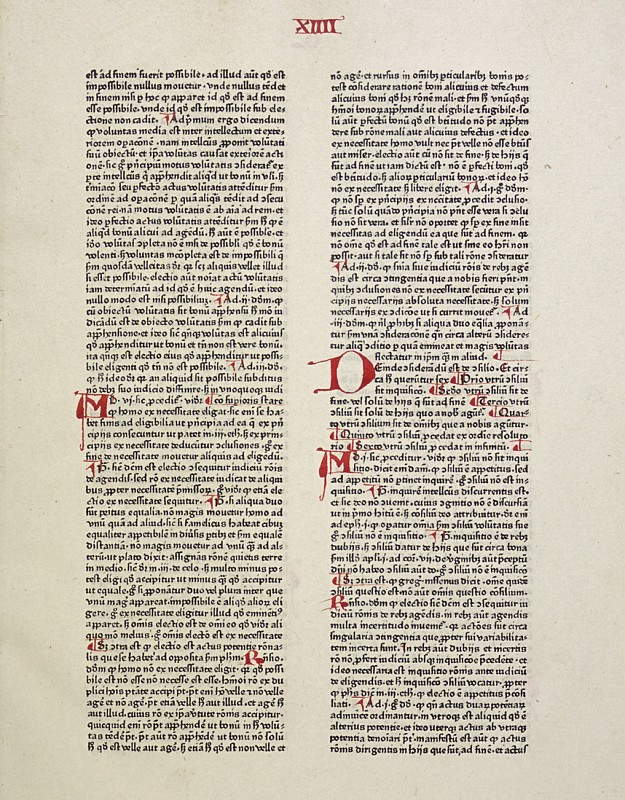
V díle Summa theologiae (zde uvedený výtisk z roku 1471) se Tomáš Akvinský zabýval mnoha otevřenými christologickými otázkami týkajícími se Ježíšova narození.

Ježíšovo narození ovlivňovalo christologické otázky týkající se Kristovy osoby od prvních dnů křesťanství. Lukášova christologie se soustřeďuje na dialektiku dvojí přirozenosti pozemského a nebeského projevu Kristovy existence, zatímco Matoušova christologie se zaměřuje na Ježíšovo poslání a jeho roli spasitele.
Víra v Ježíšovo božství vede k otázce: „Byl Ježíš mužem, který se narodil z ženy, nebo byl Bohem, který se narodil z ženy?“ V prvních čtyřech staletích křesťanství se objevila celá řada hypotéz a názorů na povahu Ježíšova narození. Některé z těchto debat se týkaly titulu Theotokos (nositelka Boha) pro Pannu Marii a začaly ilustrovat vliv mariologie na christologii. Některé z těchto názorů byly nakonec prohlášeny za hereze, jiné vedly ke schizmatu a vzniku nových větví církve.
Spásný důraz v Mt 1, 21 (Kral, ČEP) později ovlivnil teologické otázky a pobožnosti ke Nejsvětějšímu jménu Ježíš. Mt 1, 23 (Kral, ČEP) poskytuje jediný klíč k christologii Emanuela v Novém zákoně. Počínaje veršem 1,23 Matouš projevuje jasný zájem o identifikaci Ježíše jako „Boha s námi“ a později rozvíjí charakteristiku Ježíše jako Emanuela na klíčových místech celého zbytku svého evangelia. Jméno „Emanuel“ se jinde v Novém zákoně nevyskytuje, ale Matouš na něj navazuje v Mt 28, 20 (Kral, ČEP) („Já jsem s vámi po všechny dny až do skonání světa“), aby naznačil, že Ježíš bude s věřícími až do konce světa. Podle Ulricha Luze je motiv Emanuela v závorce celého Matoušova evangelia mezi Mt 1, 23 (Kral, ČEP) a Mt 28, 20 (Kral, ČEP) a objevuje se explicitně i implicitně v několika dalších pasážích.
Ve 4. a 5. století byla svolána řada ekumenických koncilů, které se těmito otázkami zabývaly. Efezský koncil diskutoval o hypostázi (koexistující přirozenosti) versus monofyzitismus (pouze jedna přirozenost) versus miafyzitismus (dvě přirozenosti spojené v jednu) versus nestoriánství (rozdělení dvou přirozeností). Chalcedonský koncil v roce 451 měl velký vliv a znamenal klíčový zlom v christologických debatách, které v 5. století rozdělily církev východořímské říše. V Chalcedonu byla vyhlášena hypostatická unie, totiž že Ježíš je zároveň plně božský i plně lidský, čímž se tato teze stala součástí víry ortodoxního křesťanství.
V 5. století použil přední církevní otec papež Lev I. narození Páně jako klíčový prvek své teologie. Lev pronesl 10 kázání o Narození Páně, z nichž se dochovalo 7. To z 25. prosince 451 dokládá jeho snahu zvýšit význam svátku Narození Páně a spolu s ním zdůraznit dvě Kristovy přirozenosti při obhajobě christologického učení o hypostatické unii. Lev často používal svá kázání o Narození Páně jako příležitost k útokům na opačné názory, aniž by opozici jmenoval. Lev tak využil příležitosti slavnosti Narození Páně k tomu, aby stanovil hranice toho, co by mohlo být považováno za herezi ohledně narození a přirozenosti Krista.
Ve 13. století se Tomáš Akvinský zabýval christologickou atribucí Narození Páně: zda má být připsáno osobě (Slovu), nebo pouze předpokládané lidské přirozenosti této osoby. Akvinský pojednal o narození v osmi samostatných článcích v díle Summa Theologica, z nichž každý kladl samostatnou otázku:
- „Bere Narození v úvahu spíše přirozenost než osobu?“
- „Mělo by být Kristu přisuzováno časné Narození?“
- „Měla by být Panna nazývána Kristovou Matkou?“
- „Měla by se blahoslavená Panna nazývat Matkou Boží?“
- „Jsou v Kristu dvě synovství?“ atd.[90]

Aby se s touto otázkou vypořádal, rozlišuje Akvinský mezi narozenou osobou a přirozeností, v níž se narození odehrává. Akvinský tedy tuto otázku vyřešil tvrzením, že v hypostatické unii má Kristus dvě přirozenosti, jednu přijatou od Otce od věčnosti, druhou od své matky v čase. Tento přístup také vyřešil mariologický problém, že Maria dostala titul Theotokos, neboť podle tohoto scénáře je „Matkou Boží“.
Během reformace Jan Kalvín tvrdil, že Ježíš nebyl posvěcen jako „Bůh zjevený jako vtělený“ (Deus manifestatus in carne) pouze díky svému panenskému narození, ale působením Ducha svatého v okamžiku svého narození. Kalvín tedy tvrdil, že Ježíš byl osvobozen od prvotního hříchu, protože byl posvěcen v okamžiku narození, takže jeho pokolení bylo bez poskvrny; jako bylo bez poskvrny pokolení před Adamovým pádem.

## Dopad na křesťanství

### Vánoce, svátek Narození Páně
Hlavní články: Vánoce a Vánoční období

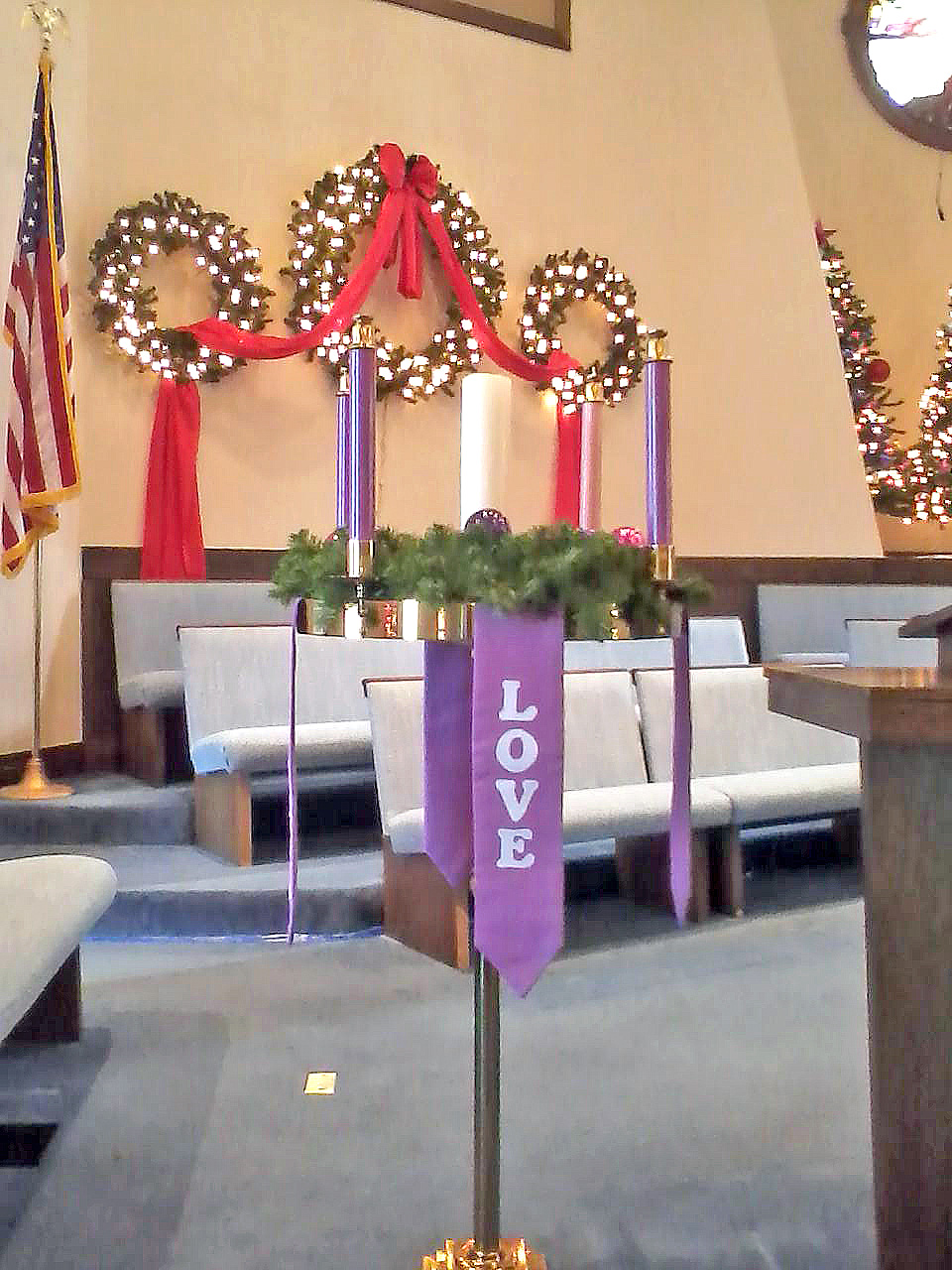
O Vánocích se při mnoha bohoslužbách tradičně zapaluje Kristova svíce uprostřed adventního věnce.

Křesťanské církve slaví Ježíšovo narození o Vánocích, které západní křesťanské církve slaví 25. prosince, zatímco mnohé východní křesťanské církve slaví svátek Narození Páně 7. ledna. Nejedná se o spor o datum Vánoc jako takových, ale spíše o preferenci toho, podle kterého kalendáře se má určit den, který je 25. prosince. Na koncilu v Tours v roce 567 církev v touze po univerzálnosti „prohlásila dvanáct dní mezi Vánocemi a Zjevením Páně za jeden jednotný sváteční cyklus“, čímž dala význam jak západnímu, tak východnímu datu Vánoc. Liturgické období adventu předchází oslavě Vánoc a slouží k přípravě na ně. Ke zvykům vánočního období patří plnění adventní denní pobožnosti a adventního věnce, zpívání koled, dávání dárků, sledování betlémských her (živého betléma), návštěva bohoslužeb a konzumace zvláštních pokrmů, jako je vánoční cukroví (v některých zemích vánoční dort). V mnoha zemích, např. ve Švédsku, začínají lidé chystat adventní a vánoční výzdobu již první adventní den, liturgicky se tak v některých farnostech děje obřadní formou instalování zelené výzdoby.

### Historie svátků a liturgických prvků

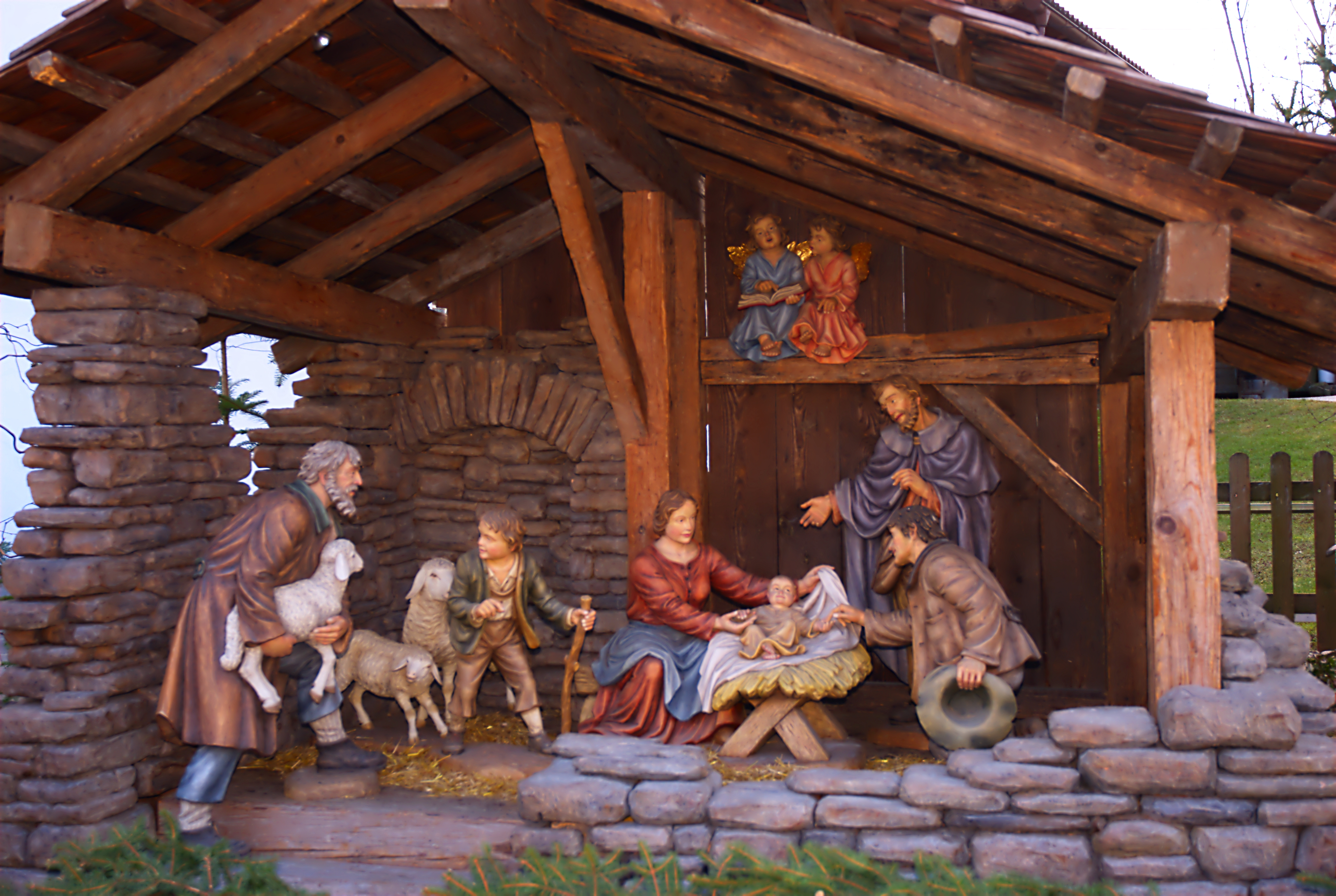
Betlém v Baumkirchenu, Rakousko

V 1. a 2. století byl Den Páně (neděle) nejranějším křesťanským svátkem a zahrnoval řadu teologických témat. Ve 2. století se Ježíšovo zmrtvýchvstání stalo samostatným svátkem jako Velikonoce a ve stejném století se v církvích na Východě začalo slavit Zjevení Páně 6. ledna. Slavení svátku Tří králů 6. ledna může souviset s předkřesťanskou oslavou požehnání Nilu v Egyptě 5. ledna, ale to není historicky jisté. Svátek Narození Páně, který se později změnil ve Vánoce, byl v západní církvi svátkem od 4. století, zejména v Římě a severní Africe, i když není jisté, kde a kdy přesně se poprvé slavil.
Nejstarším zdrojem, který uvádí 25. prosinec jako datum Ježíšova narození, byl Hippolyt Římský (170–236), který napsal velmi brzy ve 3. století a vycházel z předpokladu, že k Ježíšovu početí došlo o jarní rovnodennosti, kterou stanovil na 25. března, a poté přidal devět měsíců. Existují historické důkazy, že v polovině 4. století křesťanské církve na Východě slavily Ježíšovo narození a křest ve stejný den, 6. ledna, zatímco ty na Západě slavily svátek Narození Páně 25. prosince (možná pod vlivem zimního slunovratu); a že v poslední čtvrtině 4. století kalendáře obou církví zahrnovaly oba svátky. Nejstarší zmínky o svátku Křtu Páně 6. ledna během 2. století pocházejí od Klementa Alexandrijského, ale další zmínky o takovém svátku nejsou až do roku 361, kdy se císař Julián zúčastnil svátku 6. ledna v roce 361.

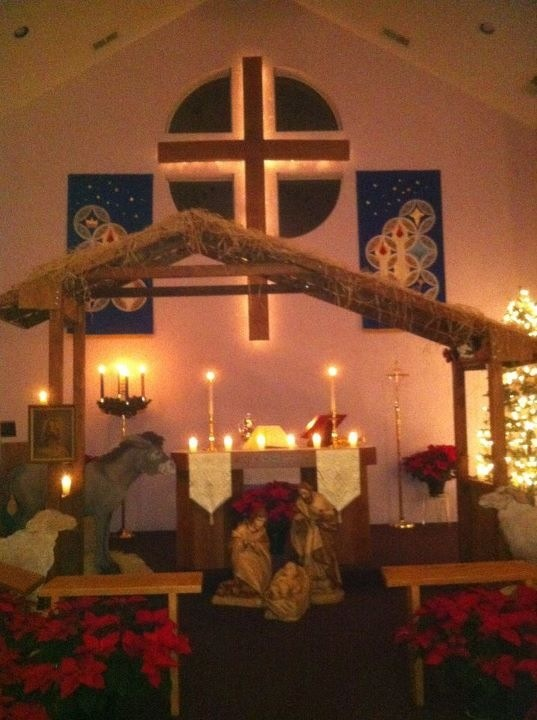
Štědrovečerní jesličky v luteránském kostele Resurrection, Fredericksburg, Virginie

V Chronografii z roku 354 – iluminovaného rukopisu sestaveného v Římě je raná zmínka o slavení svátku Narození Páně. Jan Zlatoústý v kázání, které pronesl 25. prosince kolem roku 386 v Antiochii, uvádí konkrétní informace o tamním svátku a uvádí, že svátek existoval asi 10 let. Kolem roku 385 byl svátek Ježíšova narození odlišný od svátku Křtu a konal se 25. prosince v Konstantinopoli, Nysse a Amasei. V kázání v roce 386 Řehoř z Nyssy výslovně spojil svátek Narození Páně se svátkem umučení svatého Štěpána, který se slavil o den později. V roce 390 se svátek v tento den konal také v Ikoniu.
Papež Lev I. zavedl v 5. století svátek „tajemství vtělení“, který byl v podstatě prvním oficiálním svátkem Ježíšova narození. Papež Sixtus III. pak zavedl praxi půlnoční mše těsně před tímto svátkem. Svátek se slavil v Jeruzalémě v 6. století, kdy císař Justinián prohlásil Vánoce za zákonný svátek.
Ve 14. a 15. století byl teologický význam Ježíšova narození spojen s důrazem na láskyplnou povahu dítěte Ježíše v kázáních osobností, jako byl Jean Gerson. Gerson ve svých kázáních zdůrazňoval Ježíšovu milující povahu při jeho narození a také jeho kosmický plán na spásu lidstva.
Na počátku 20. století se Vánoce staly „kulturním znakem“ křesťanství a vlastně i západní kultury, a to i v zemích, jako jsou Spojené státy, které jsou oficiálně nenáboženské. Na počátku 21. století začaly tyto země během svátků na konci kalendářního roku věnovat větší pozornost citlivosti nekřesťanů.

### Proměna Ježíšova obrazu

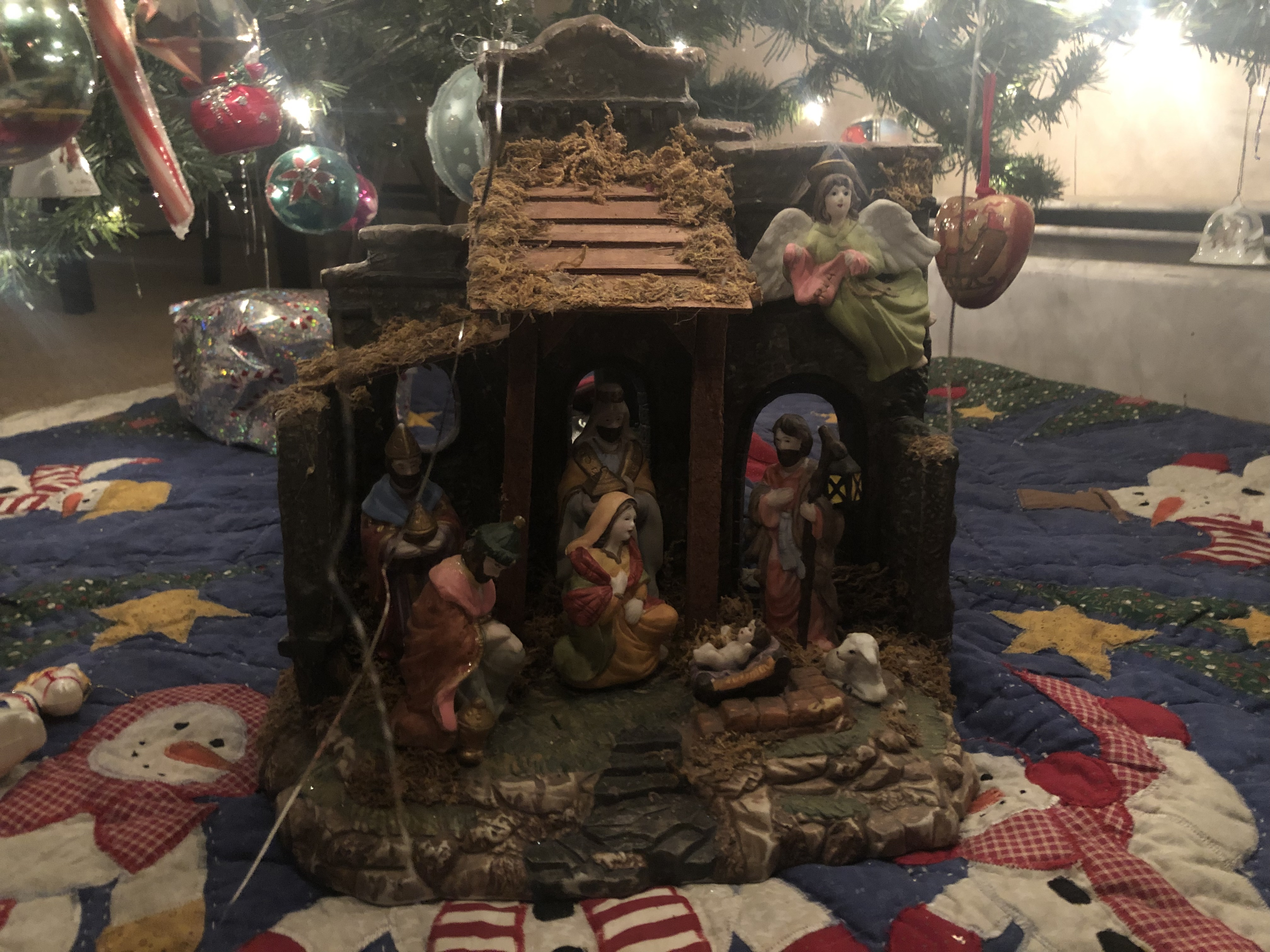
Domácí jesličky

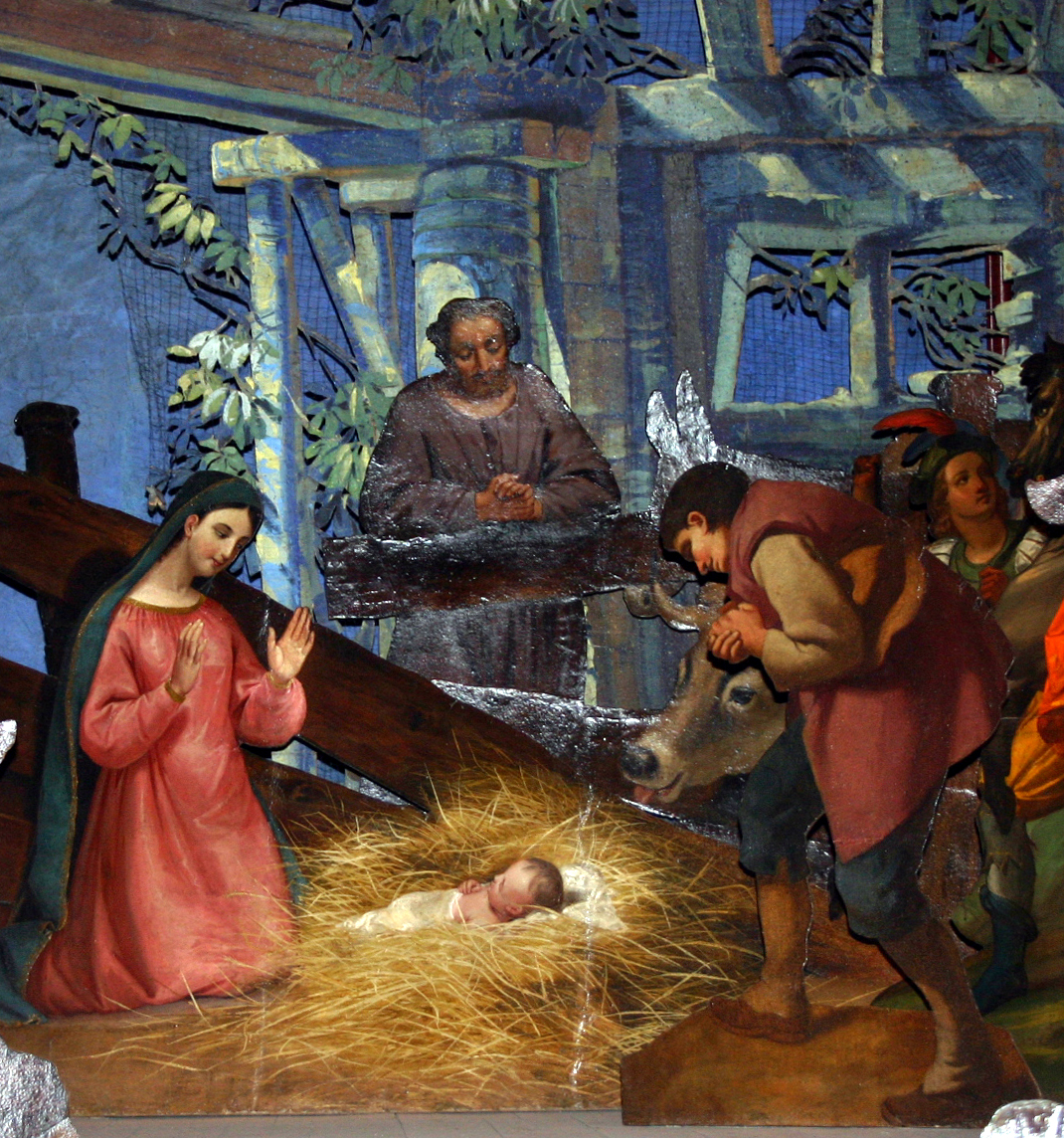
Papírové jesličky na dřevě zobrazující něžný obraz Ježíška (1750, Milán)

Raní křesťané považovali Ježíše za „Pána“ a slovo Kyrios se v Novém zákoně objevuje více než 700krát, když se o něm takto mluví. Použití slova Kyrios v Bibli Septuaginty také přisuzovalo Ježíši starozákonní atributy všemohoucího Boha. Používání termínu Kyrios, a tedy i Ježíšova panství, předcházelo Pavlovým listům, ale Pavel toto téma rozšířil a rozvinul.
Pavlovské spisy zavedly mezi prvními křesťany obraz Kyrios a atributy Ježíše, které se nevztahují pouze na jeho eschatologické vítězství, ale na něj jako na „božský obraz“ (řecky εἰκών, eikōn), v jehož tváři září Boží sláva. Tento obraz přetrval mezi křesťany jako převládající vnímání Ježíše po řadu staletí. Více než jakýkoli jiný titul Kyrios definoval vztah mezi Ježíšem a těmi, kdo v něj věřili jako v Krista: Ježíš byl jejich Pánem a Mistrem, kterému měli sloužit celým srdcem a který bude jednou soudit jejich činy po celý život.
Atributy panování spojené s Ježíšovým obrazem Kyrios také znamenaly jeho moc nad veškerým stvořením. Pavel se pak ohlédl zpět a zdůvodnil, že konečné panování Ježíše bylo připraveno od samého počátku, počínaje preexistencí a narozením, na základě jeho poslušnosti jako Božího obrazu. Postupem času se na základě vlivu Anselma z Canterbury, Bernarda z Clairvaux a dalších začal kyrioský obraz Ježíše doplňovat „něžnějším obrazem Ježíše“ a k jeho vytvoření přispěl františkánský přístup k lidové zbožnosti.
Ve 13. století došlo k zásadnímu zlomu ve vývoji nového „něžného obrazu Ježíše“ v křesťanství, protože františkáni začali zdůrazňovat Ježíšovu pokoru jak při jeho narození, tak při jeho smrti. Zhotovení betléma Františkem z Assisi přispělo k zobrazení jemnějšího obrazu Ježíše, který kontrastoval s mocným a zářivým obrazem při Proměnění Páně, a zdůraznilo, jak se Bůh vydal pokornou cestou ke svému narození. Když ve středověké Evropě zuřila černá smrt, oba žebravé řády františkánů a dominikánů pomáhaly věřícím vyrovnat se s tragédiemi. Jedním z prvků františkánského přístupu byl důraz na Ježíšovu pokoru a chudobu jeho narození: obraz Boha byl obrazem Ježíše, který nebyl přísným a trestajícím Bohem, ale sám byl pokorný při narození a obětoval se při smrti. Představa, že všemocný Stvořitel odloží veškerou moc, aby si láskou podmanil lidská srdce, a že se nechá bezmocně uložit do jeslí, byla pro věřící stejně podivuhodná a dojemná jako oběť smrti na kříži na Kalvárii.
Ve 13. století se tak k něžným radostem Ježíšova narození přidala agónie jeho ukřižování a vznikla celá nová škála schválených náboženských emocí, která měla po staletí rozsáhlé kulturní dopady. Františkáni se přiblížili oběma koncům této škály emocí. Na jedné straně zavedení jesliček podpořilo něžný obraz Ježíše, na druhé straně sám František z Assisi hluboce prožíval Ježíšovo utrpení na kříži a jako výraz této lásky prý přijal stigmata. Dvojí povaha františkánské zbožnosti založené jak na radosti z jesliček, tak na oběti na Kalvárii měla hluboký ohlas mezi obyvateli měst, a jak františkáni cestovali, šířily se tyto emoce po celém světě a proměňovaly kyrioský obraz Ježíše v obraz něžnější, láskyplnější a soucitnější. Tyto tradice nezůstaly omezeny jen na Evropu a brzy se rozšířily i do dalších částí světa, například do Latinské Ameriky, na Filipíny a do Spojených států.
Podle arcibiskupa Rowana Williamse tato proměna, doprovázená rozšířením něžného obrazu Ježíše na obrazech Madony s dítětem, významně ovlivnila křesťanskou službu tím, že umožnila křesťanům pocítit živou přítomnost Ježíše jako milující postavy, „která je vždy nablízku a vychovává ty, kdo se k němu obracejí o pomoc“.

## Chvalozpěvy, umění a hudba

### Kantika v Lukášově evangeliu
Lukášův text o narození dal vzniknout čtyřem známým kantikům: Benedictus a Magnificat v první kapitole a Gloria in Excelsis a Nunc dimittis ve druhé kapitole. Tato „evangelijní kantika“ jsou dnes nedílnou součástí liturgické tradice. Paralelní struktura u Lukáše, týkající se narození Jana Křtitele a Ježíše, se rozšiřuje na tři kantika Benedictus (Zachariášova píseň), Nunc dimittis a Magnificat.
Magnificat v Lk 1, 46–55 (Kral, ČEP) pronáší Maria a je to jeden z osmi nejstarších křesťanských hymnů, možná nejstarší mariánský hymnus. Benedictus v Lk 1, 68–79 (Kral, ČEP) pronáší Zachariáš, zatímco Nunc dimittis v Lk 2, 29–32 (Kral, ČEP) pronáší Simeon. Tradiční Gloria in Excelsis je delší než úvodní verš uvedený v Lk 2, 14 (Kral, ČEP) a často se nazývá „andělská píseň“ vzhledem k tomu, že ji zazpívali andělé při zvěstování pastýřům.
Tři kantika Benedictus, Nunc Dimittis a Magnificat, pokud nemají původ v Lukášově evangeliu, mohou mít své kořeny v nejstarších křesťanských liturgických bohoslužbách v Jeruzalémě, ale jejich přesný původ zůstává neznámý.

### Výtvarné umění
Hlavní článek: Narození Ježíše Krista v umění

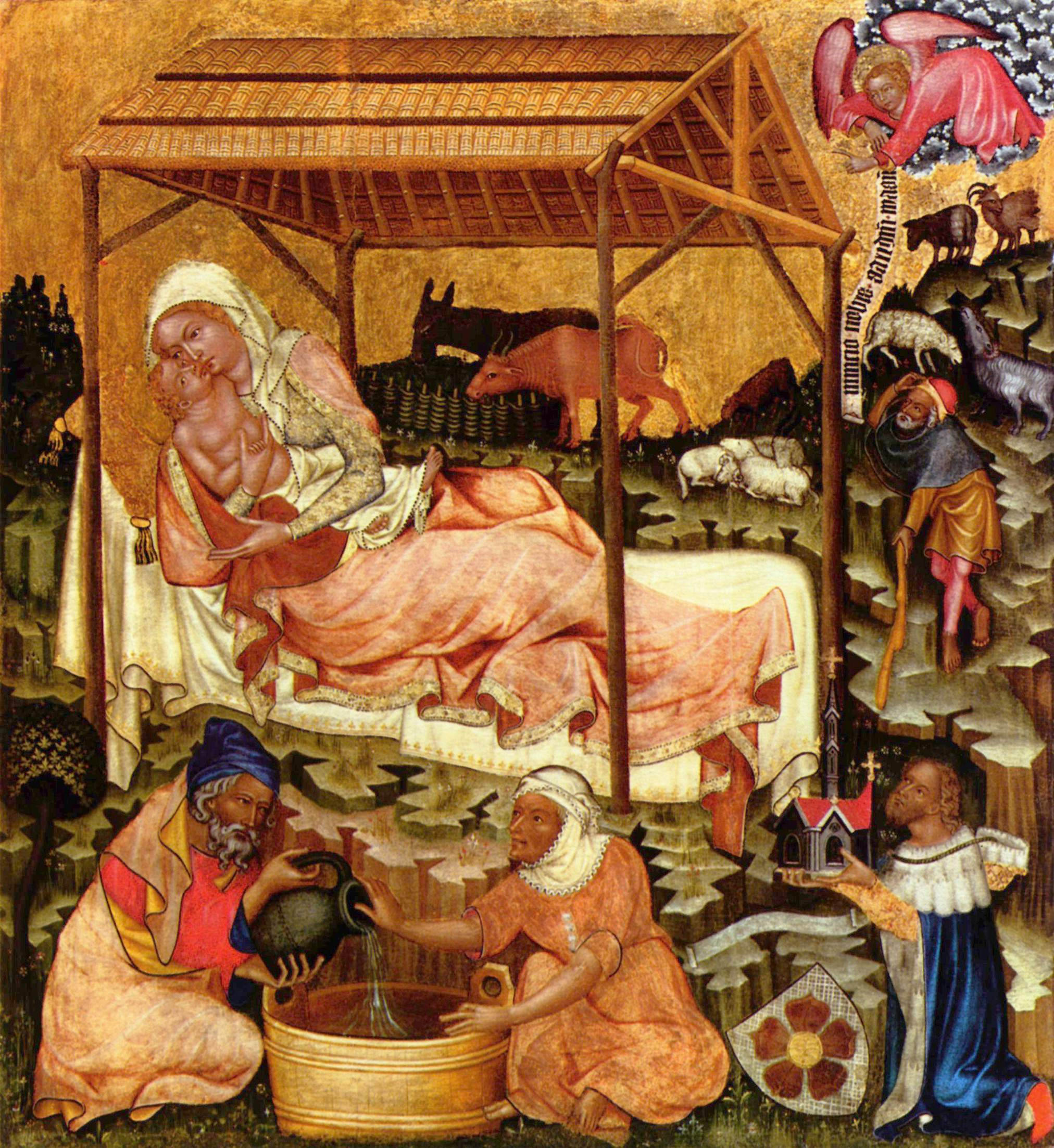
Středověká miniatura Narození Páně, kolem roku 1350

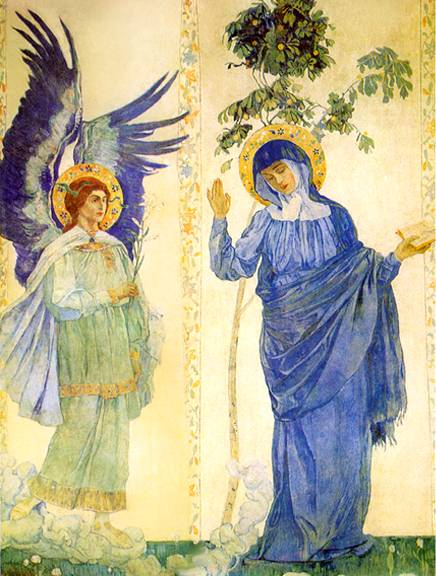
Zvěstování, Nesterov, 19. století, Rusko

Jednou z nejviditelnějších tradic v období Vánoc je vystavování jesliček s vyobrazením narození Ježíše Krista, obvykle v podobě soch nebo figurek, v soukromých domech, firmách a kostelech, ať už uvnitř nebo vně budovy. Tato tradice se obvykle připisuje Františkovi z Assisi, který podle líčení vytvořil takovou výstavu v italském Grecciu v roce 1223, jak o tom vypráví svatý Bonaventura ve svém Životě svatého Františka z Assisi, napsaném kolem roku 1260.
Dříve než se rozvinula tradice stavění a vystavování jesliček, existovaly obrazy s tímto námětem. Nejstarší umělecká vyobrazení jesliček se nacházela v katakombách a na sarkofázích v Římě. Jako pohanští návštěvníci byli v těchto výjevech oblíbení mudrci, kteří představovali význam příchodu Mesiáše pro všechny národy. Vůl a osel byli rovněž bráni jako symbol židů a pohanů a zůstali konstantou od nejstarších vyobrazení. Maria byla brzy usazena na trůn, když ji navštívili mudrci.
Zobrazování jesliček se brzy stalo běžnou součástí uměleckých cyklů ilustrujících jak život Krista, tak život Panny Marie. Výjevy z jesliček nesou také poselství vykoupení: Spojení Boha s hmotou tvoří tajemství Vtělení, které je zlomovým bodem v křesťanském pohledu na spásu.
Ve východní církvi malované ikony Narození Páně často odpovídají konkrétním chvalozpěvům na Marii, např. Kontakionu: V mnoha východních ikonách narození (často doprovázených odpovídajícím hymnem) jsou zdůrazněny dva základní prvky: „Panna dnes rodí Přesvatého a země nabízí jeskyni Nepřístupnému.“ V mnoha východních ikonách narození (často doprovázených odpovídajícím hymnem) jsou zdůrazněny dva základní prvky. Za prvé událost zobrazuje tajemství vtělení jako základ křesťanské víry a spojenou přirozenost Krista jako božského a lidského. Za druhé se událost vztahuje k přirozenému životu světa a jeho důsledkům pro lidstvo.

### Chvalozpěvy, hudba a představení
Viz též: Vánoční hudba a Živý betlém

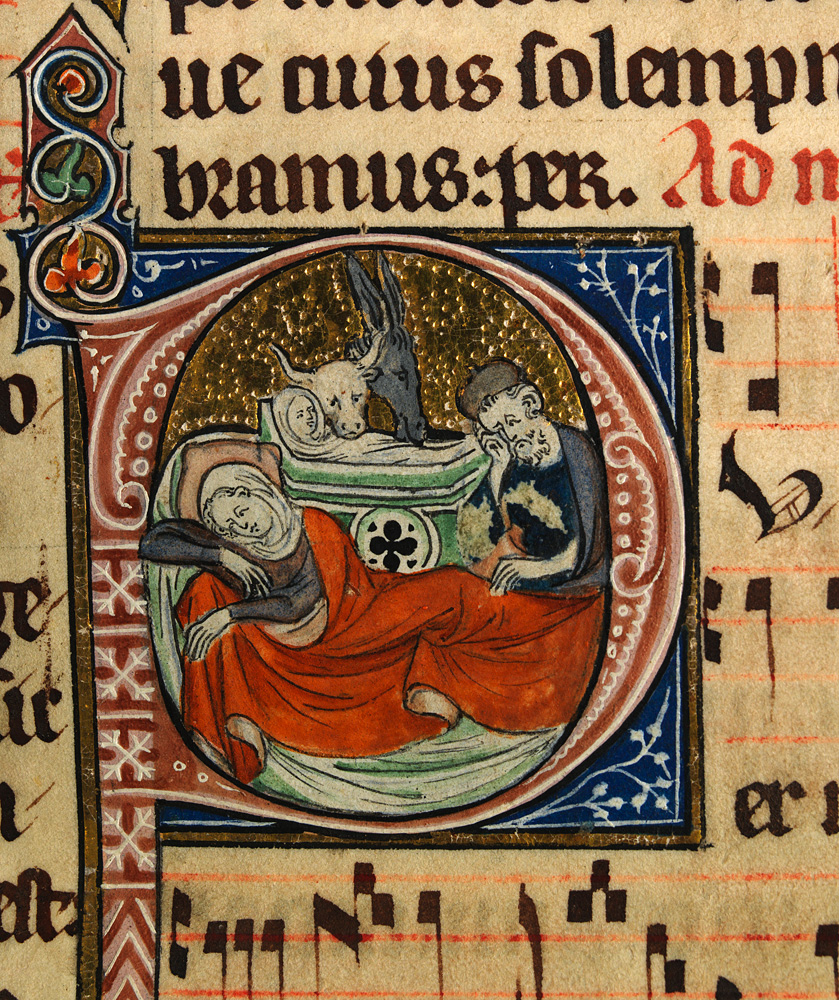
Narození Páně znázorněné v anglickém liturgickém rukopise, asi 1310–1320

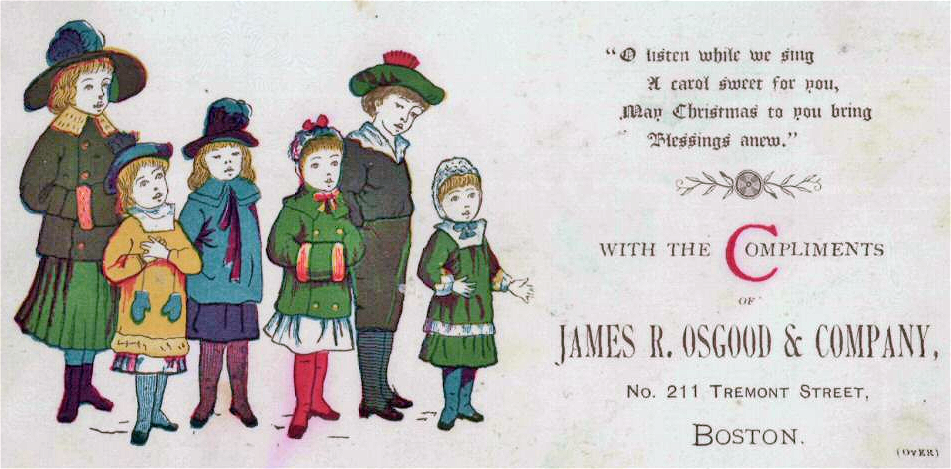
Vánoční pohlednice s koledami, Boston, 1880

Stejně jako Židé v 1. století i první křesťané odmítali používání hudebních nástrojů při náboženských obřadech a místo toho se spoléhali na zpěvy a prostý zpěv, což vedlo k používání termínu a cappella (v kapli) pro tyto zpěvy.
Jedním z prvních chvalozpěvů na jesličky byl Veni redemptor gentium, který složil Ambrož Milánský ve 4. století. Na počátku 5. století napsal španělský básník Prudentius píseň „Ze srdce Otce“, kde se devátá sloka zaměřuje na narození a zobrazuje Ježíše jako stvořitele vesmíru. V 5. století galský básník Sedulius složil „Z krajin, které vidí Slunce vycházet“, v níž byla vylíčena pokora Ježíšova narození. Magnificat, jeden z osmi nejstarších křesťanských hymnů a pravděpodobně nejstarší mariánský hymnus, vychází ze Zvěstování.
Roman Sladkopěvec měl v noci před svátkem Narození Páně sen o Panně Marii, a když se druhý den ráno probudil, složil svůj první hymnus „O Narození Páně“ a ve skládání hymnů (snad několika set) pokračoval až do konce svého života. Znovuobjevení Narození Páně, které se dnes nazývá živý betlém, bylo součástí troparních hymnů v liturgii kostelů byzantského obřadu od Sofronia Jeruzalémského v 7. století. Ve 13. století františkáni podpořili silnou tradici populárních vánočních písní v domácích jazycích. Vánoční koledy v angličtině se poprvé objevují v díle Johna Awdlaye, kaplana ze Shropshire, z roku 1426, který uvádí dvacet pět caroles of Cristemas.
Největší počet hudebních děl o Kristu, v nichž on sám nemluví, se týká narození Krista. O Ježíšově narození existuje velké množství liturgické hudby, stejně jako velké množství paraliturgických textů, koled a lidové hudby. Vánoční koledy začaly být vnímány jako kulturně-signifikantní projev Ježíšova narození.
Většina hudebních příběhů o jesličkách není biblická a vznikla až po asimilaci opery církevní hudbou v 17. století. Poté však následoval příval nových hudebních děl, například Heinrich Schütz 1660, Marc-Antoine Charpentier (Půlnoční mše, pastorely, oratorium, instrumentální hudba, 11 úprav), Vánoční příběh a Bachovo Vánoční oratorium v 18. století, dále Liszův Christus, Berliozovo L'Enfance du Christ (1850), Vánoční oratorium Camilla Saint-Saënse (1858) atd. Klasickou báseň Johna Miltona z roku 1629 Óda na jitro Kristova narození použil v roce 1901 John McEwan.

## Historická analýza
Viz též: Ježíšův rodokmen, Vraždění neviňátek a Ježíšova historicita

### Tradiční pohledy

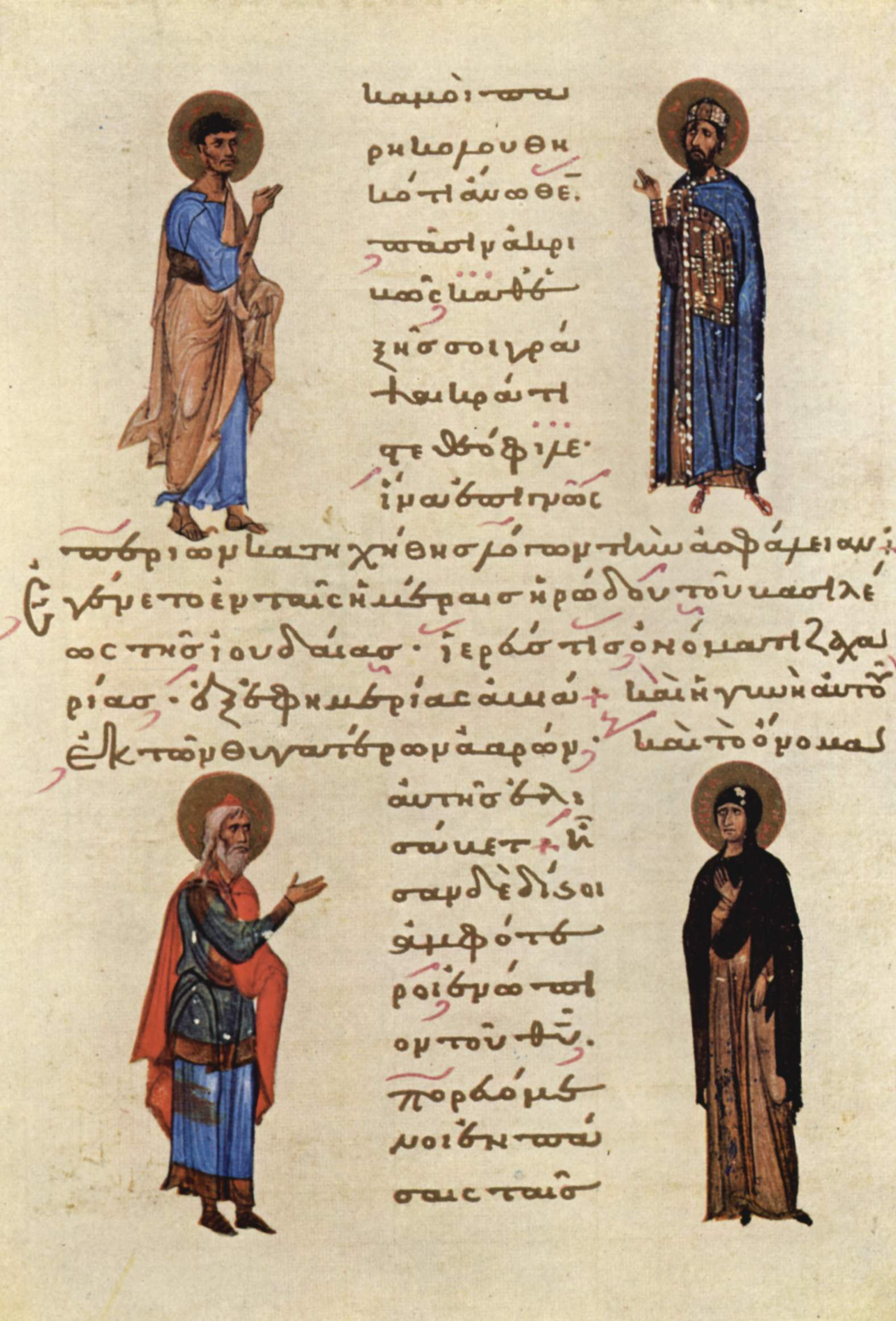
Začátek byzantského opisu Lukášova evangelia, 1020

Podle některých badatelů jsou obě evangelia o narození Ježíše historicky přesná a nejsou ve vzájemném rozporu, podobnosti se týkají například místa narození v Betlémě a narození z panny. George Kilpatrick a Michael Patella uvádějí, že srovnání Lukášova a Matoušova vyprávění o narození ukazují společné prvky, pokud jde o narození z panny, narození v Betlémě a výchovu v Nazaretu, a že ačkoli jsou ve vyprávění o narození u Lukáše a Matouše rozdíly, kombinací obou lze sestavit obecné vyprávění. Řada biblistů se pokusila ukázat, jak lze texty z obou vyprávění prolnout jako evangelijní harmonii a vytvořit tak jedno vyprávění, které začíná cestou z Nazareta do Betléma, kde se Ježíš narodil, následuje útěk do Egypta a končí návratem do Nazareta.
Ani Lukáš, ani Matouš netvrdí, že jejich vyprávění o narození jsou založena na přímém svědectví. Raymond E. Brown v roce 1973 navrhl, že Josef byl zdrojem Matoušova vyprávění a Marie Lukášova, ale moderní vědci to považují za "velmi nepravděpodobné" vzhledem k tomu, že příběh vznikl tak pozdě.
Římskokatoličtí badatelé, jako například John L. McKenzie, Raymond E. Brown a Daniel J. Harrington, vyjadřují názor, že vzhledem k nedostatku starověkých záznamů nelze nikdy zcela určit řadu otázek týkajících se historicity některých epizod narození a že důležitějším úkolem je rozhodnout, co vyprávění o narození znamenala pro rané křesťanské komunity.

### Kritická analýza
Mnozí badatelé nepovažují Lukášův a Matoušův příběh o narození za historicky pravdivý, považují ho za protkaný teologií a předkládající dvě odlišná vyprávění a genealogie. Poukazují například na Matoušův popis zjevení anděla Josefovi ve snu, na mudrce z Východu, na vraždění neviňátek a útěk do Egypta, které se neobjevují v Lukášově evangeliu, kde je naopak popsáno zjevení anděla Panně Marii, římské sčítání lidu, narození v jesličkách a sbor andělů, kteří se zjevili pastýřům na poli. Sanders považuje Lukášovo sčítání lidu, při němž se všichni vrátili do svých rodných domů, za historicky nedůvěryhodné, protože to bylo v rozporu s římskou praxí; Římané by přece všechny nevyháněli z jejich domovů a farem v říši a nenutili by je vrátit se do měst jejich předků. Navíc lidé nebyli schopni vysledovat vlastní rodokmeny 42 generací nazpět. Obecněji řečeno, podle Karla Rahnera evangelia projevují jen malý zájem o synchronizaci epizod Ježíšova narození nebo jeho dalšího života se světskými dějinami doby, v důsledku čehož moderní badatelé z vyprávění o narození mnoho historických informací nevyužívají. Přesto se má za to, že obsahují některé užitečné životopisné informace: Ježíš se narodil ke konci Herodovy vlády, za vlády císaře Augusta a jeho otec se jmenoval Josef, což je považováno za historicky věrohodné.
Většina moderních badatelů přijímá hypotézu o Markově přednostním pořadí, podle níž Lukášovo a Matoušovo vyprávění vychází z Markova evangelia, ale vyprávění o narození pocházejí z nezávislých zdrojů evangelistů, známých jako zdroj M u Matouše a zdroj L u Lukáše, které byly přidány později.
Zatímco Géza Vermes a E. P. Sanders tato vyprávění odmítají jako zbožnou fikci, Raymond E. Brown je považuje za zkonstruovaná na základě historických tradic, které předcházely evangeliím. Podle Browna neexistuje mezi badateli jednotná shoda ohledně historicity vyprávění, např. většina badatelů, kteří odmítají historičnost narození v Betlémě, se přiklání k narození v Nazaretě, několik jich navrhuje Kafarnaum a jiní vyslovují hypotézy o místech dokonce až v Chorazinu. Bruce Chilton a archeolog Aviram Ošri navrhli narození v Betlémě Galilejském, místě vzdáleném 11 km od Nazareta, na němž byly vykopány pozůstatky z doby Heroda Velikého. Armand P. Tarrech uvádí, že Chiltonova hypotéza nemá oporu ani v židovských, ani v křesťanských pramenech, ačkoli se zdá, že Chilton bere vážně tvrzení v Lukášově evangeliu – Lk 2, 4 (Kral, ČEP), že Josef také vyšel z Galileje, z města Nazareta, do Judska, do města Davidova, které se nazývá Betlém.
Mnozí považují diskusi o historicitě za druhotnou, vzhledem k tomu, že evangelia byla psána především jako teologické dokumenty, nikoliv jako chronologické časové osy. Například Matouš věnuje mnohem větší pozornost jménu dítěte a jeho teologickým důsledkům než samotné události narození.